# Southward
Die Southward war ein 1971 in Dienst gestelltes Kreuzfahrtschiff der Norwegian Caribbean Line. Das Schiff blieb bis 1995 als Southward im Dienst und wurde anschließend bis zu seiner endgültigen Ausmusterung 2012 mehrfach weiterverkauft und umbenannt. 2013 wurde es als Venus im türkischen Aliağa abgewrackt.

## Geschichte

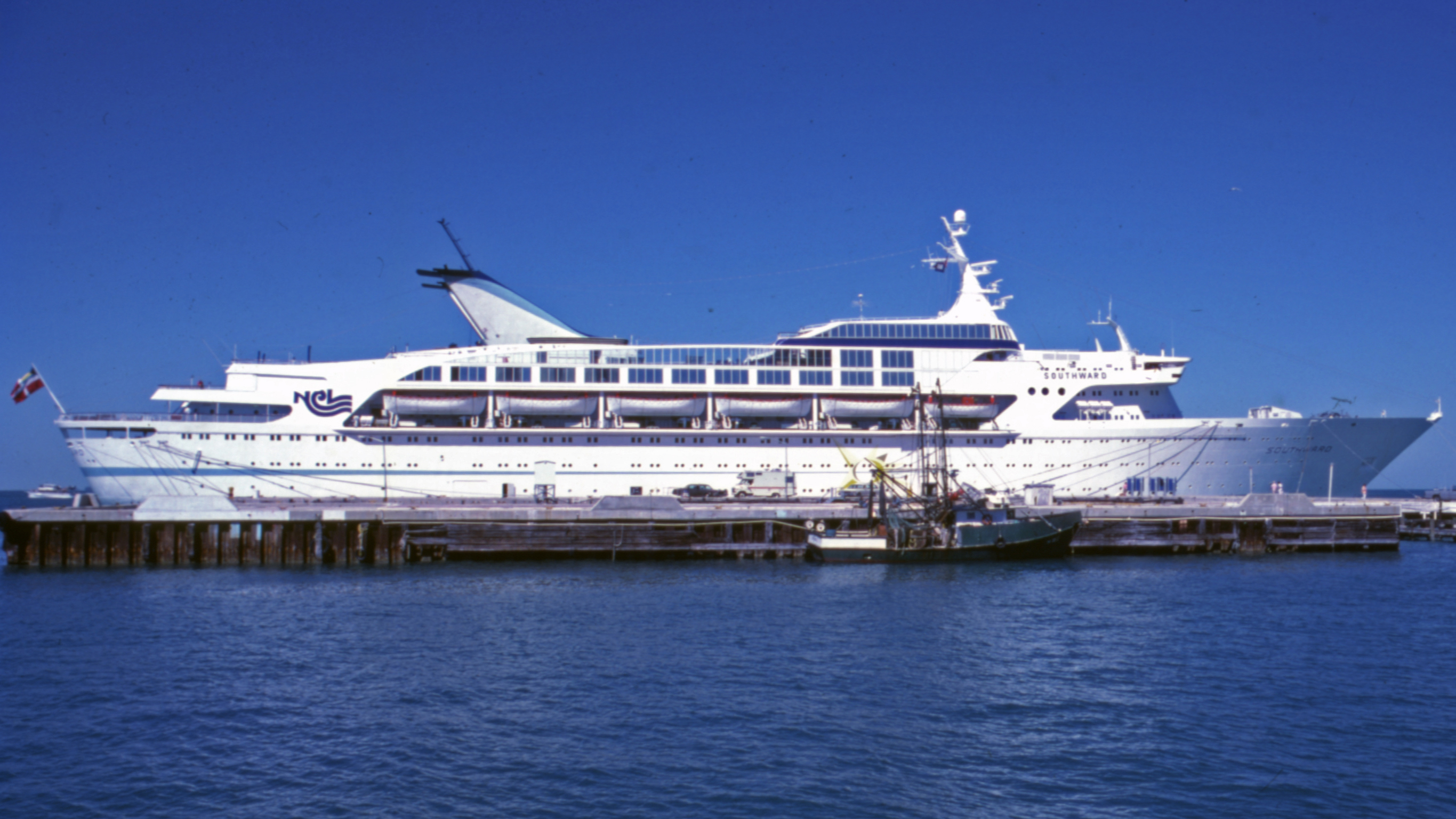
Die Southward in Key West, 1988

Die Southward wurde am 1. Juni 1969 als eines von zwei Schwesterschiffen bei Cantieri Navali del Tirreno e Riuniti in Riva Trigoso auf Kiel gelegt und am 5. Juni 1971 vom Stapel gelassen. Im November 1971 folgte die Ablieferung an die Norwegian Caribbean Line, die das Schiff für mehr als zwanzig Jahre betrieb. Die Southward wurde in dieser Zeit für Kreuzfahrten in der Karibik genutzt und stand unter der Flagge der Bahamas mit Nassau als Heimathafen. 1987 benannte sich die Reederei in Norwegian Cruise Line um.
1995 verkaufte die Norwegian Cruise Line das Schiff unter dem Namen Seawing an Airtours Sun Cruises. Die Seawing wurde weiterhin in der Karibik eingesetzt. 2000 charterte Royal Olympic Cruises das Schiff, welches fortan sein neues Einsatzgebiet im Mittelmeer hatte. Auch nach Auslaufen des Chartervertrages und der Rückkehr in den Dienst für Airtours Sun Cruises blieb es weiterhin im Mittelmeer stationiert. Im Mai 2005 wurde die Seawing von Airtours ausgemustert und zum Verkauf angeboten.
Neuer Eigner des nun in Perla umbenannten Schiffes wurde die Louis Cruise Line mit Sitz in Zypern, die es weiterhin für Kreuzfahrten im Mittelmeer einsetzten. Nach drei Jahren wurde die Perla im Mai 2008 in The Aegean Pearl umbenannt, jedoch weiterhin von Louis Cruises eingesetzt.
Am 28. Juli 2008 kollidierte die The Aegean Pearl im Hafen von Piräus mit dem Kreuzfahrtschiff Zenith. Die The Aegean Pearl wurde dabei an der Reling beschädigt, während bei der Zenith keine sichtbaren Schäden zu vermelden waren.

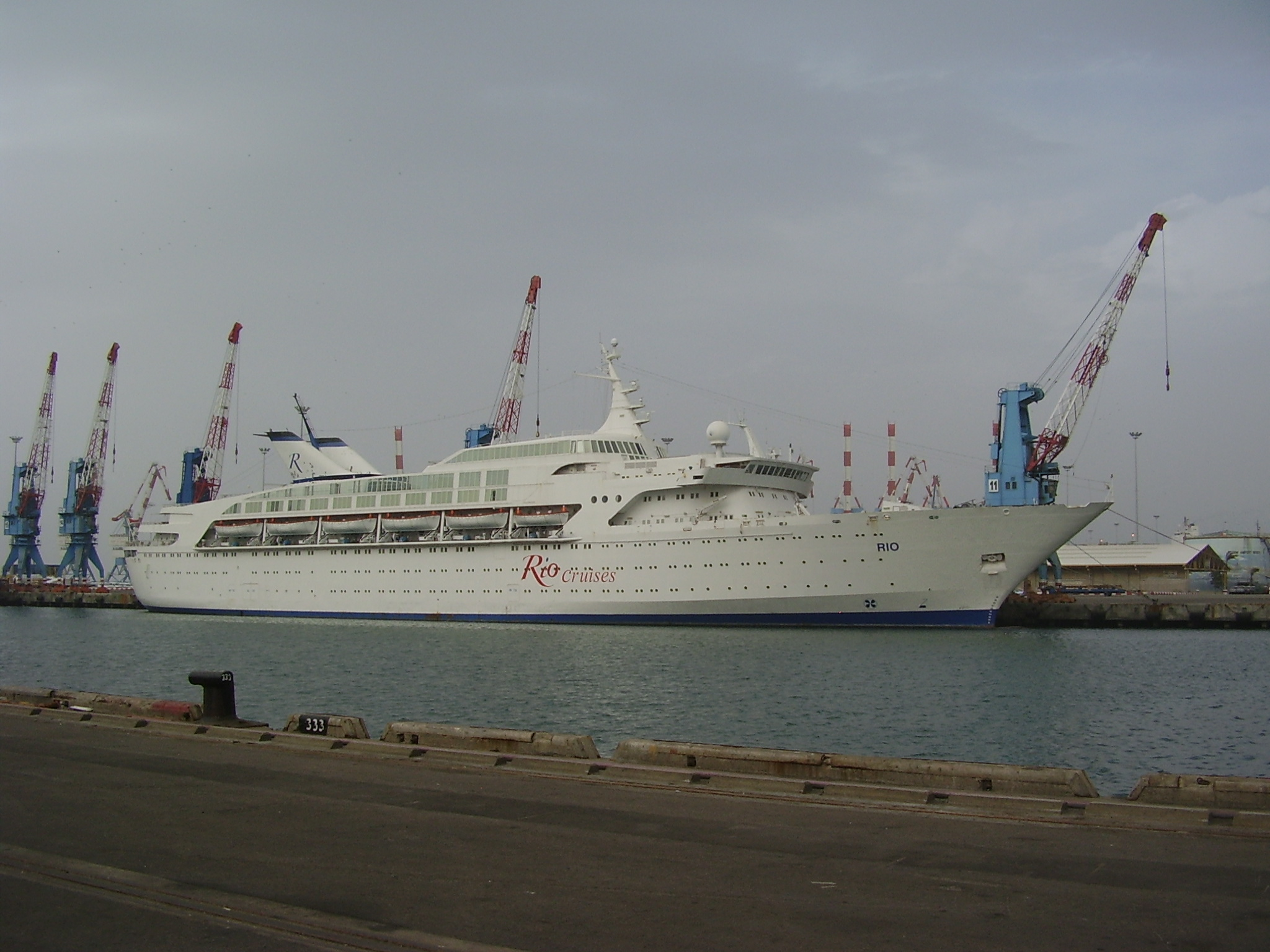
Die Rio in Ashdod, Februar 2012

Am 18. Mai 2010 wurde die The Aegean Pearl an den israelischen Reiseanbieter Mano Cruises verkauft und ab Juni 2010 als Rio unter der Flagge Maltas  eingesetzt. Im Februar 2012 wechselte das Schiff erneut den Besitzer und wurde als Venus an East Mediterranean Cruises verkauft, die es in dieser Saison weiterhin für Mittelmeerkreuzfahrten einsetzten. 
Seit Herbst 2012 war die Venus in Aschdod aufgelegt. Ein geplanter Einsatz für einen türkischen Reiseanbieter blieb unrealisiert. im Frühjahr 2013 wurde das Schiff zum Abwracken nach Aliağa verkauft, wo es am 28. März 2013 eintraf. Der Abbruch der Venus war bis zum Herbst 2013 abgeschlossen.

## Trivia
In Februar 1993 erschienen in Deutschland zwei Baywatch-Folgen (Staffel 3, Folge 15 und 16, Urlaub in der Hölle Teil 1 und 2), in denen die  Southward Drehort und Schauplatz war.

## Schwesterschiff
Das Schwesterschiff der Southward war die 1972 in Dienst gestellte Spirit of London, die ursprünglich ebenfalls für die Norwegian Caribbean Line in Dienst gestellt werden sollte, stattdessen aber noch vor dem Stapellauf von P&O Cruises übernommen wurde. Das Schiff wechselte mehrfach seinen Namen und Betreiber und war zuletzt als Ocean Dream für Kreuzfahrten in Asien im Einsatz, wo es ab 2012 in Laem Chabang auflag. Am 27. Februar 2016 kenterte das Schiff nach Wassereinbruch durch einen Riss im Rumpf.